# Грб Шековића
Грб Шековића је званични грб српске општине Шековићи. Грб је усвојен у 2000. године.
Симбол општине има једноставан облик средњовјековног штита са припадајућим садржајем који подсјећа на амблем.

## Опис грба
Грб Шековића је у сребрном пољу, плаве повијене рашље преко којих је стилизован приказ манастира. (што треба да подсјети да се на територији општине налазе два чувена манастира Ловница и Манастир Папраћа). Све је обрубљено златним рубом, а изнад је сребрно сунце са девет златних зрака, те у црвеном заглављу сребрним словима ћирилице, исписано је име општине: „Шековићи“.